# Никола Липенский
Никола Липенский — икона святителя Николая Чудотворца, написанная для церкви Николы на Липне под Новгородом в 1294 году мастером Алексой Петровым. Хранится в собрании Новгородского музея-заповедника.

## История
Икона была написана в 1294 году для церкви Липенского Новгородского монастыря и была его храмовым образом. О написании иконы сообщает Новгородская третья летопись:
В лето 6802 при князе Андрее Александровиче, при архиепископе Клименте Великого Новгорода и Пскова, при посаднике Андрее Климовиче, написана бысть икона великого чюдотворца Николая в Липенский монастырь, повелением и стяжанием раба божия Николы Васильевича…
О мастере, написавшем икону, известно из ктиторской надписи на нижнем поле иконы. Имя мастера — Алексы Петрова и заказчика иконы — Николая Васильевича не упоминаются в каких-либо сохранившихся документах.
Икона была поновлена в 1556 году по повелению игумена монастыря Антония.
После запустения Липенского монастыря икона в 1798 году была перемещена в Сковородский монастырь. Из него в 1921 году поступила в Новгородский музей, в котором была раскрыта в два приема — в 1921 году частично и 1928—1932 годы полностью.

## Иконография
Икона написана на липовой доске с ковчегом, состоящей из трёх частей, скреплённых тремя накладными и двумя торцевыми шпонками. На доску наклеена паволока. Местами оригинальная живопись утрачена, замена поновлениями. На иконе много темной олифы, не удалённой при раскрытии, которая снижает интенсивность красок.

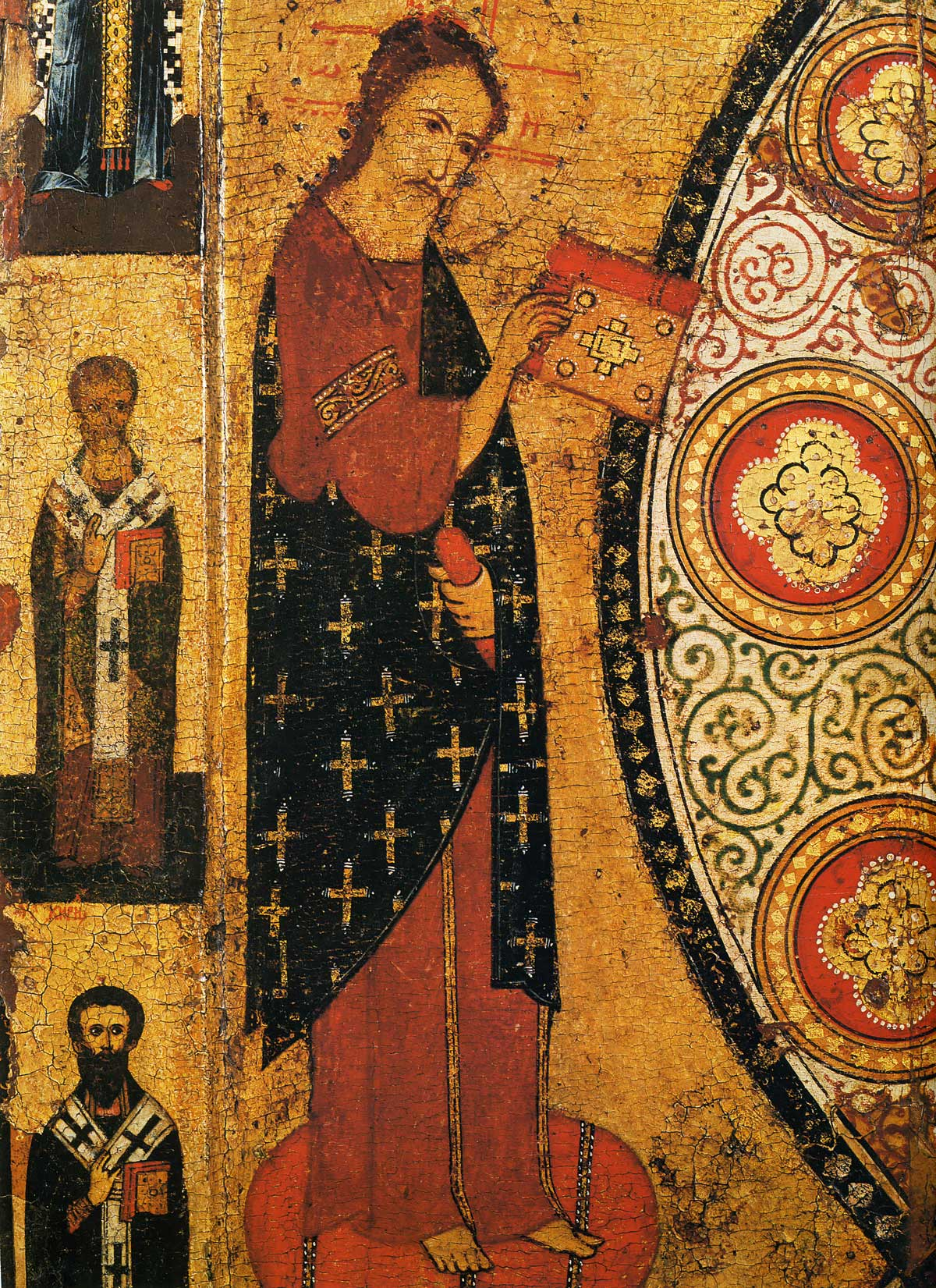
Фрагмент иконы: Иисус Христос, фрагмент нимба, святые Иоанн Златоуст и Кирилл Александрийский

На иконе представлено поясное изображение святителя Николая, благословляющего правой рукой и держащего левой рукой Евангелие. По сторонам от его головы помещены ростовые фигуры Иисуса Христа (лик с наибольшими утратами древней живописи, поновлён) и Богородицы, вручающие святителю Евангелие и омофор в память о чуде, произошедшем на Первом вселенском соборе (первый известный пример изображения в русской иконописи).
На полях иконы находятся фигуры архангелов и святых:
- на верхнем поле этимасия в окружении полуфигур архангелов Михаила и Гавриила и апостолов;
- на боковых полях (попарно сверху вниз) в полный рост Василий Великий и Григорий Богослов, Иоанн Златоуст и Ипатий, Кирилл Александрийский и Афанасий Александрийский, Борис и Глеб, Георгий и Дмитрий, Флор и Лавр, Косма и Дамиан.

Нижнее поле иконы занимает ктиторская надпись, выполненная чёрной краской с киноварными инициалами.

Лик святого хотя и близок к традиции византийского искусства комниновского периода, но 
святой утратил суровость фанатичного отца церкви. Перед нами добрый русский святитель, готовый оказать наиреальнейшую помощь своему подопечному».
Живопись имитирует скань и эмаль на нимбе святого. Облачение святителя украшены золотыми с жемчугом крестами и ромбами и, по мнению академика В. Н. Лазарева, «разукрашено так, как будто художник воспроизводил народные вышивки». Это является отходом от эллинистических основ византийского искусства и делает икону ориентированной на народный вкус. В самой трактовке образа святителя Николая «много от наивной, почти что деревенской непосредственности восприятия».